# Kayōkyoku
Le kayōkyoku (歌謡曲, littéralement « musique de chant de paroles ») est un genre de musique pop, devenu une base moderne de la J-pop. The Japan Times décrit le kayōkyoku comme « un genre de pop japonais classique » ou de « pop de l'ère Shōwa. » Le kayōkyoku est un style musical japonais inspiré de la culture occidentale. La musique du genre est de ce fait extrêmement variée. Le kayōkyoku dans un sens, cependant, exclut la J-pop et le enka.
Contrairement aux chanteurs de « J-pop » comme Keisuke Kuwata des Southern All Stars, les chanteurs du genre kayōkyoku ne font pas usage de l'anglais, mais préfèrent le japonais traditionnel, mais il y a des exceptions, comme la chanson Rock 'n' Roll Widow de la chanteuse Momoe Yamaguchi. Contrairement à la enka, le kayōkyoku ne se base pas non plus sur l'effort émotionnel pendant les chants. De célèbres musiciens et groupes du genre kayōkyoku incluent : Kyū Sakamoto, The Peanuts, The Tigers, Candies, Pink Lady, Seiko Matsuda, Junko Sakurada, The Checkers et Onyanko Club.

## Histoire
Le terme kayōkyoku désigne originellement le « lied » classique au Japon. Cependant, la radio NHK commence à utiliser le terme comme alternatif pour désigner le genre ryūkōka aux alentours de 1927, puis pendant l'ère Showa (1935–1944). Néanmoins, certaines chansons populaires à cette époque sont progressivement effacées car elles rappellent avec douleur la Seconde Guerre mondiale.
Le kayokyoku, bien qu'associé au ryūkōka, se réfère également à un genre musical spécifique et unique du ryūkōka. Par exemple, Kenji Yamamoto (山本健治) explique que le genre populaire de l'ère Showa des années 1945 à 1954 était le ryūkōka et celle des années 1955 à 1964) était le kayōkyoku. Frank Nagai, inspiré par le jazz, chante de nouvelles chansons intitulées Mood Kayō  (ムード歌謡). Plus tard, la musique Mood Kayō devient l'une des plus populaires au Japon. Le Mood Kayō est influencé par les musiques latines et de jazz.
En 1949, Hibari Misora, âgée de 12 ans à l'époque, enregistre sa première chanson, Kappa Boogie Woogie. Dans les années 1950, Misora, Chiemi Eri et Izumi Yukimura sont appelées Sannin Musume (lit. « les trois filles »). Hachirō Kasuga, Michiya Mihashi et Hideo Murata sont appelés « Les Trois corbeaux ». Dans les années 1950 et 1960, des groupes et musiciens de kayōkyoku gagnent en popularité en jouant sur des bases militaires américaines.